# Matulini
Matulini – wieś w Chorwacji, w żupanii istryjskiej, w mieście Poreč. W 2011 roku liczyła 16 mieszkańców.